# Caenolestes condorensis
L'opossum toporagno delle Ande (Caenolestes condorensis, Albuja e Patterson, 1996) è un marsupiale americano della famiglia Caenolestidae.

## Descrizione
L'aspetto è simile a quello delle altre specie dello stesso genere. La lunghezza totale del corpo è 26 cm, quella della coda 13 cm, il peso 48 g. Altre misure sono riportate qui.

## Distribuzione e habitat

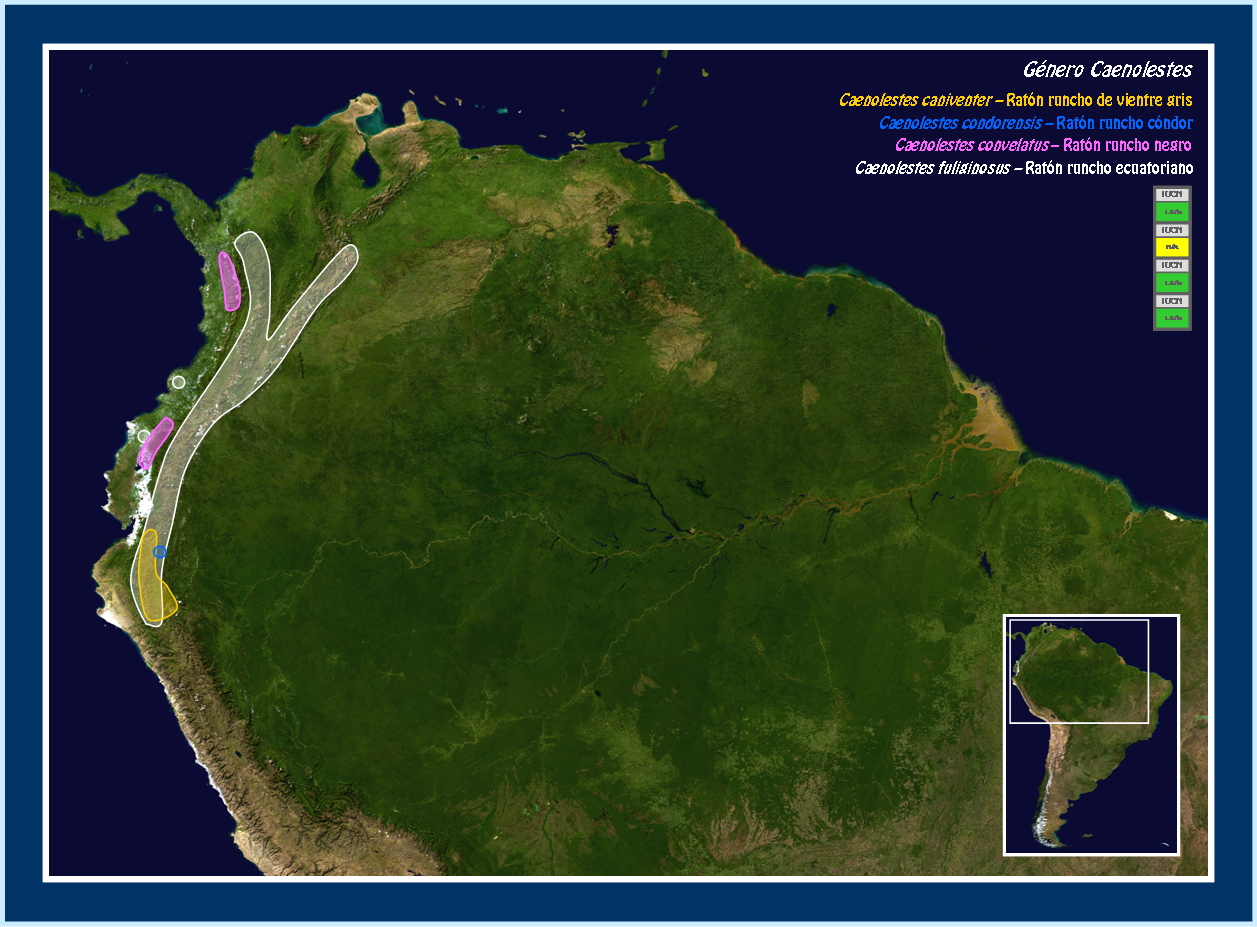
Areale (in blu) di C. condorensis

La specie (identificata e descritta nel 1996) è stata osservata sulla Cordigliera del Condor, in Ecuador.

## Biologia
La specie è carnivora e si nutre sia di insetti sia di piccoli vertebrati; è un animale notturno e solitario che vive al suolo.

## Conservazione
Lo stato di conservazione di questa specie non è classificato dalla IUCN red list.